# Arnaldo da Limena
Arnaldo da Limena o Limeniani (Padova, 1185 circa – Asolo, 10 febbraio 1255) è stato un abate italiano, venerato come beato dalla Chiesa cattolica.
Fu a capo del maggiore monastero di Padova, l'abbazia di Santa Giustina, nel periodo dell'occupazione ezzeliniana.

## Biografia

### Origini e formazione
Apparteneva a una nobile famiglia dei Cattaneo da Limena (il cui nome si lega alla località di Limena) pienamente inserita nella vita pubblica padovana, sia in ambito civile che ecclesiastico. Forse studiò diritto presso lo Studium della città, visto che compare nella matricola del Collegio dei dottori come decretorum doctor. Di certo disponeva di una solida cultura.
Viene citato per la prima volta in un documento del 5 dicembre 1207 come monaco dell'abbazia di Santa Giustina.

### Abate di Santa Giustina
Appena due anni dopo, nel 1209, il da Limena fu nominato abate in seguito alla rinuncia del predecessore Stefano che intendeva ritirarsi in eremitaggio. Si ritrovò quindi, molto giovane, alla guida del più importante monastero padovano, in un periodo cruciale dal punto di vista sia religioso sia politico.
Nei primi tempi si dedicò alla gestione del patrimonio fondiario e alla riaffermazione dei diritti di Santa Giustina nei confronti delle altre istituzioni ecclesiastiche. Già poco tempo dopo il suo insediamento, chiese alle autorità cittadine di autenticare un placito del 1077 che concedeva al monastero il Prato della Valle e le aree limitrofe. Nel 1210 mise mano all'espansione e alla razionalizzazione delle vaste proprietà estese nel basso Padovano che avevano come fulcro la curia di Concadalbero di Correzzola; svolse altre operazioni del genere attorno a Maserà e a Mason, quest'ultima nel Vicentino.
Particolare attenzione dedicò alla gestione della rete idrica nelle pertinenze dell'abbazia, iniziativa sostenuta anche dalle autorità civili interessate a migliorare la città e il contado. Nel 1228 avviò, con il consenso del Consiglio comunale, la sistemazione dei fossati attorno a Santa Giustina, convogliandone le acque sino al canale di Pontecorvo. Intraprese iniziative simili nel 1233 in tredici ville del basso Padovano.
Sempre all'inizio del suo mandato rivendicò con forza il suo diritto a partecipare alla nomina delle cariche ecclesiastiche di Padova, che stava divenendo monopolio del potente capitolo della Cattedrale. Nel 1213, ad esempio, dopo le dimissioni del vescovo Gerardo Offreducci, i canonici elessero suo successore Gioacchino senza consultare il da Limena. L'abate si rivolse allora a papa Innocenzo III che annullò l'elezione; poté così entrare nel collegio elettorale che sancì la nomina del prevosto di Modena Giordano. Anche dopo la morte di quest'ultimo il da Limena si appellò a papa Gregorio IX per garantire la sua partecipazione alla scelta del nuovo vescovo; alla fine la designazione fu affidata al pontefice stesso che, su indicazione di Giordano Forzatè, collocò sulla cattedra padovana Giacomo di Corrado.
Ebbe un ruolo anche nelle vicende politiche legate a fra' Giovanni da Schio, chiamato ad arbitrare i conflitti che in quel momento insanguinavano il Veneto. Il 5 settembre 1233, assieme al Forzatè, partecipò a un incontro a Vicenza in cui rappresentanti della città di Conegliano e dei Caminesi protestarono con il domenicano per la sentenza da lui pronunciata qualche giorno prima alla piana della Paquara, nel territorio di  San Giovanni Lupatoto,(che porto al successivo trattato della pace di Paquara).

### L'arrivo di Ezzelino
Nel febbraio del 1237 Padova venne occupata dall'esercito di Ezzelino da Romano. Quest'ultimo svolse subito una spregiudicata epurazione contro la classe dirigente locale e il da Limena, in coincidenza o poco dopo l'arresto di Giordano Forzatè, fu costretto alla fuga (è attestato per l'ultima volta in città il 15 giugno). Difficile determinarne i successivi spostamenti a causa delle informazioni contrastanti fornite dalle cronache: secondo alcuni passò a Monselice, per altri a Ferrara; qualcuno accenna a una sua presenza in Lombardia presso Federico II di Svevia, il quale lo avrebbe riconfermato abate di Santa Giustina.
Quest'ultima informazione appare assai probabile: è certo, infatti, che all'inizio del 1239 il da Limena fosse tornato al vertice di Santa Giustina potendo godere per un periodo della protezione dell'imperatore che, nello stesso periodo, soggiornava con la moglie Isabella d'Inghilterra nel monastero. Negli anni successivi il cenobio divenne centro di un'intensa attività filo-imperiale, ma anche l'unica istituzione in grado di dialogare, se non di opporsi, al potere di Ezzelino.
Fu proprio per questo che, il 13 novembre 1246, il "Tiranno" fece arrestare Arnaldo e suo fratello (forse Olderico): rinchiuso nel carcere di Asolo, vi morì nel 1255, a circa settant'anni d'età.
Inizialmente inumata nella chiesa dei Francescani di Asolo, la salma venne poi trasferita nell'abbazia di Santa Giustina; oggi riposa in una cappella della Basilica, la seconda a sinistra partendo dal coro. Emblema della lotta antiezzeliniana, venne in seguito beatificato; la ricorrenza cade il 14 marzo, anniversario della traslazione dei suoi resti nell'attuale sepoltura.